# Leptatherina wallacei
Leptatherina wallacei is een straalvinnige vissensoort uit de familie van koornaarvissen (Atherinidae). De wetenschappelijke naam van de soort is voor het eerst geldig gepubliceerd in 1982 door Prince, Ivantsoff & Potter.